# サルヴァトーレ・トティーノ
サルヴァトーレ・トティーノ（Salvatore Totino, A.S.C.、1964年11月2日 - ）は、アメリカ合衆国の撮影監督。サルヴァトーレ・トチ（ー）ノとも表記される。

## 来歴
ニューヨーク・ブルックリン区出身。イタリア系アメリカ人。ロン・ハワード監督作品の撮影を多く担当するほか、ミュージックビデオの撮影も担当している。2006年より映画芸術科学アカデミー（AMPAS）会員、2007年より全米撮影監督協会の会員。

## 主なフィルモグラフィー
- エニイ・ギブン・サンデー Any Given Sunday (1999)
- チェンジング・レーン Changing Lanes (2002)
- ミッシング The Missing (2003)
- シンデレラマン Cinderella Man (2005)
- ダ・ヴィンチ・コード The Da Vinci Code (2006)
- フロスト×ニクソン Frost/Nixon (2008)
- 天使と悪魔 Angels & Demons (2009)
- 僕が結婚を決めたワケ The Dilemma (2011)
- ピープル・ライク・アス People Like Us (2012)
- メイド・イン・アメリカ Made in America (2013)
- エベレスト 3D Everest (2015)
- コンカッション Concussion (2015)
- インフェルノ Inferno (2016)
- スパイダーマン:ホームカミング Spider-Man: Homecoming (2017)
- バード・ボックス Bird Box (2018)
- L.A.スクワッド The Tax Collector (2020)